# T・エドワード・カーハート
タデウス・エドワード・カーハート（Thaddeus Edward Carhart  Thad_Carhart、1950年2月16日 - ）は、アメリカの著作家。

## 経歴
アイルランドとアメリカ、二つの国籍を保有。幼少時をフランス国内やワシントン、東京などで過ごす。
イエール大学、スタンフォード大学で学んだのち、カリフォルニアでメディアコンサルタントとして活躍。
その後ヨーロッパに渡り、大手コンピュータ会社に勤務するが、50歳を機にフリーライター／ジャーナリストに転身した。
現在は妻、二人の子供とともにパリに住み、執筆活動を続けている。『パリ左岸のピアノ工房』は著者のデビュー作である。

## 邦訳作品
- 『パリ左岸のピアノ工房』村松潔訳、新潮社、新潮クレスト・ブックス、2001年11月

## 作品
- Carhart, Thad (2016). Finding Fontainebleau : an American boy in France. Viking. ISBN 978-0525428800[1]
- Carhart, Thad (2009). Across the Endless River (Hardcover). Doubleday. ISBN 978-0-385-52977-8
- Carhart, Thad (2001). The Piano Shop on the Left Bank: Discovering a Forgotten Passion in a Paris Atelier.. Random House. ISBN 978-0375758621